# Ctenitis cheilanthina
Ctenitis cheilanthina là một loài thực vật có mạch trong họ Dryopteridaceae. Loài này được (C. Chr.) C.V. Morton miêu tả khoa học đầu tiên năm 1973.